# طريق الالآم (مسرحية)
طريق الالآم مسرحية للكاتب البريطاني ديفيد هير والتي كتبها بعد رحلته إلى الأراضي المحتلة التي قام بها في عام 1997 م ويرصد بها الصراع الفلسطيني الإسرائيلي بشكل حيادي من خلال استعراض وجهتي النظر عن طريق شخصيات من الجانبين، تقدم المسرحية في شكل مونولوج مطول. قام هير بتمثيل المسرحية بنفسه وقدمها للمرة الأولى على مسرح الديوان الملكي بليفربول وذلك في الثالث من شهر سبتمبر لعام 1998 م.

## نبذة
كتبت المسرحية في عام 1997 م، قدمت لأول مرة في عام 1998 م على مسرح " royal court " كذلك تم تقديمها وتسجيلها في عام 1999 م في الولايات المتحدة الأمريكية. تنتمي المسرحية لما يعرف بالمسرح السياسي حيث أنه يتناول قضية سياسية وهي «الصراع الفلسطيني الأسرائيلي» هذه القضية التي تأرق العالم منذ عام 1948 م. ما تستدعيه الأذهان حينما نستمع لطريق الالآم هو الطريق الذي سلكه المسيح منذ دخوله إلى القدس وصولاً إلى الجلجثة - موضع الجمجمة - حاملًا الصليب. يتتبع هير خطوات المسيح من محاكمته إلى صلبه سيراً على الأقدام في طريق الآلام - الطريق من الأحزان - نلاحظ أهمية العنوان وهو ما يفسر وجهة نظره.

## الحبكة
يسرد ديفيد هير رحلته ولقائه مع العديد من الشخصيات من الطرفيين ليتسم العمل في النهاية بالحيادية التي لا تخلو في بعض الأحيان من تلميحات لمعاني بعينها نتيجة لاختياره شخصيات ذات فكر معين أو عن طريق الأسئلة التي يطرحها هو على من حوله والعكس، فيبدأ لقائه مع «ديفيد غروسمان» وهو كاتب إسرائيلي الجنسية لكنه يحمل أفكار ليبرالية ويقول أن ما حدث خلال حرب الأيام الستة ووجودهم على الأرض كان عن طريق الغزو وفجأة أصبح الكتاب المقدس هو الدافع لهذا. كتب «غروسمان» عام 1987 م كتابًا عن ثلاث أشهر قضاها في الضفة الغربية يُسلط الضوء بها على الخلاف القائم بين الإسرائيليين حول قضية الأرض فيقول:
| طريق الالآم (مسرحية) | أنه بالفعل يريد لليهود أن يصلوا لحائط المبكى لكن لست بحاجة لإمتلاك تلك الأراضي. | طريق الالآم (مسرحية) |

 أما عن محطة هير الأولى فتكون تل أبيب. ثم ينتقل إلى المحطة الثانية هي يافا وهناك يتناقش مع «إرين بانيل» الذي شارك في أنتاج مسرحية «روميو وجوليت» بفريق عمل من الطرفين الفلسطيني والإسرائيلي رغم أن العمل يتناول فكرة الحُب بل كان يعبر عن الكراهية. إلى جانب أنه فتح مجال للقمع حيث كان على الفلسطينيين الراغبين في مشاهدة المسرحية لابد أن يأخذوا تصريح من وزارة الثقافة الإسرائيلية ومكتب رئيس الوزراء الإسرائيلي إلى جانب مواقفة وزارة الدفاع ليتحول الأمر من عرضًا مسرحيًا مكفول للجميع إلى منحة من الإسرائيلين.
يتطرق بعد ذلك ليناقش الانقسامات ما بين اليهود المتدينين والعلمانيين والصراعات فيما بينهم على السلطة. بعده يطرح «بانيل» مسألة الذنب الذي يشعر به اليهود تجاه الفلسطينيين من خلال مسألة توافر المياه للطرفين الغير مطروحة لأنها تتوافر للجانب الإسرائيلي في مقابلة معاناة الفلسطينيين ويضيف أن هذا ليس من سلوك اليهود. يفتح هير وأسئلته مرة أخرى مجالاً للعودة لنقطة الدين والتعصب من خلال ممثلة تكف عن التمثيل لأنه خطأ وتستند في هذا إلى أن الالخيال خطأ لأن الله خلق لنا حياة ولا يصح لنا خلق حيوات جديدة. بعد ذلك يقرر هير قضاء يوم السبت في مستوطنة «بتاح شيري» التي يقطنها اليهود الأرثوذكس وهي مستوطنة متواجدة داخل حدود الأراضي الفلسطينية. هير لم يكن وحيداً بل رافقه شخص وهو دليله للطريق، إسرائيلي علماني لا يوافق على ذهاب هير إلى هناك لأن ساكني هذه المستوطنة يبحثون عن المشكلات. يصف هير مدى أندهاشه نتيجة لما رأه من مدينة تُحاكي في مظهرها سانت باربرا أو بيل إير فهي ليست أماكن مؤقتة بل هو مجتمع قائم بذاته. وتقول «سارة ويس» وهي أحد الشخصيات التي قابلها هير أنها في مرة أرادت السفر لمدة أسبوعين وطلبت منها أحد جاراتها ترك أولادها الستة مع أقرانهم هنا.

بعد ذلك يلتقي هير «بينى بيجن» وهو جيولوجي وسياسي يحظى بأحترام كبير، تولى منصب وزير العلوم إلى جانب كونه أبن رئيس وزراء إسرائيل السابق مناحم بيجن، وقد وضح بيني من قبل في لقائه مع صحيفة «هآرتس» - وهي أقدم جريدة يومية تصدر داخل إسرائيل تأسست عام 1918 م - أنه معارض لقيام دولة فلسطين واقترح بديلاً عن ذلك حكم عربي لكن تحت السيطرة الإسرائيلية. ويشرح بشكل أكثر عقلانية كما يصف هير ويقول:
| طريق الالآم (مسرحية) | أن التاريخ اليهودي بداخل القدس ومن غير المعقول أن يتم حرمهم من حقهم في العيش هناك، فيرى أن هذه هي أراضيهم وأراضي حكامهم من قديم الأزل لهذا لابد لهم أن يحيوا بها ويمكن أن يعيشوا مع أناس غير يهود بشكل إنساني. | طريق الالآم (مسرحية) |

 كما يرفض استرتيجية الأرض مقابل السلام مشيراً إلى أعمال العنف التي حدثت داخل إسرائيل عقب اتفاقية أوسلو عام 1993 م والتي أسفرت عن اغتيال «إسحاق رابين» في عام 1995 م وانعدام الأمن. بعد ذلك وصل هير إلى غزة وفي رأيه لا يمكن زيارة تل أبيب دون زيارة توأمها في الأراضي المحتلة وهي غزة وبالنسبة لهير هذه المنطقة هي الأكثر محافظة على الثقافة الخاصة بها حيث لا يوجد شرب للمواد الكحولية وكذلك النساء مغطات من الرأس حتى خمص القدم كما يلحظ أن الأحساس بالانتفاضة والنضال ضد إسرائيل غير وارد أو واضح.

يلتقى هير في غزة بحيدر عبد الشافي وهو طبيب ومناضل فلسطيني شارك في البعثة التي أرسلت لمدريد عام 1991م، رأى حيدر في مسألة الأزمة الفلسطينية أن الولايات المتحدة لا تعطي اهتمام للفلسطينيين كذلك لابد أن يعمل الفلسطينيين لأنفسهم ولا ينتظروا غيرهم إلى جانب رفضه للتفاوض كحل قائلاً:
| طريق الالآم (مسرحية) | لا يمكن الحصول على مكان وتحويله لمجتمع دون مبادئ، فكل ما يفعلوه هو عقد المؤتمرات والاتفاقيات دون التفكير في الشعب، فهم ينتقلون من صراع لأكبر لكن الصراع الحقيقي هو صراع الروح. | طريق الالآم (مسرحية) |

 يطرح هير جانب آخر لا يعد طرفاً في الصراع وهي سيدة إنجليزية تعمل موظفة بمركز الثقافة البريطاني اسمها «بولين» لتخبره عن احباطها وفشلها في محاولات أقامة خدمة مدنية لهؤلاء الفلسطينيين في القطاع ومساعدتهم، كذلك تنتقد الوضع السلطة الفلسطينية قائلة:
| طريق الالآم (مسرحية) | إن حكم ياسر عرفات به الكثير من السجون التي بها الكثير من المعتقلين ما يوازي عددهم في المعتقلات الإسرائيلية. | طريق الالآم (مسرحية) |

 ينتقل هير إلى رام الله - تعد رام الله أكبر مدينة عربية في منطقة الضفة الغربية - يصف هير شعوره بها وكأنه في منزله حيث النساء يرتدين الفساتين ويتم تقديم الكحول في المطاعم. يلتقي هناك بالمؤرخ الفلسطيني «ألبرت أجهازين» ويتحدث معه عن أصول الصراع والمشكلات التي تواجه فلسطين، يستهل «ألبرت» حديثه قائلاً:
| طريق الالآم (مسرحية) | كل شئ حدث بعد عام 1967م وحرب الأيام الستة حيث بدأ بالفعل نمو الخطاب الديني في إسرائيل ومن هنا لم يأتِ العنف من فراغ كذلك قيل إسحاق رابين. يرى ألبرت أن استرتيجيتهم تتمثل في زيادة القمع كلما صرخت حتى يسكتوك إلى الأبد. ويصنف ألبرت الإسرائيليين إلى ثلاث أنواع: الأول هم إسرائيل تل أبيب وإسرئيل التقشف في القدس والنوع الأخير هو إسرائيل الخليل وهم الذين يسعون للدم والثأر. | طريق الالآم (مسرحية) |

 يتقابل هير بعد ذلك مع «جورج إبراهيم» وهو من الفلسطينيين الذين شاركوا في أنتاج «روميو وجوليت» تحدث معه عن رفضه للطريقة التي يظهر بها العرب في الأفلام الغربية على أنهم متطرفون مجرمون يذهبون لتفجير أانفسهم دون التعمق في الشخصية من قبل المخرجين، هؤلاء الذين لم يرهقوا أنفسهم لدقائق حتى يعرفوا لماذا يفعل هذا.

بعد ذلك يتجه هير لمتحف المحرقة ويقرأ خطاب هيملر لقواته بأبادة اليهود ويلتقى «شوليمات ألونى» - ناشطة سياسية يسارية ومحامية وعضوة في الكنيست وكانت وزيرة التربية والتعليم عام 1992 م: 1995 م - التي تقول:
| طريق الالآم (مسرحية) | أن الحوار الإسرائيلي غير باعث على التفاؤل وأننا نعود للوراء ومن الصعب فهم أننا كنا ضحية لمرة واحدة ونتحدث الآن عن جيوشنا ورغبة الفلسطينيين في القذف بنا في البحر، فكيف نقول هذا ونحن لسنا قوتان متعادلتان، هذا مجرد تلاعب بمخاوف الناس. | طريق الالآم (مسرحية) |

 وتضيف حينما يسألها هير ماذا بعد؟ تقول:
| طريق الالآم (مسرحية) | أننا نتوقع مظاهرات إلى جانب مزيد من سفك الدماء وترى أيضاً أن إسرائيل في خضم حرب لكنها بين رجال الدين والعلمانيين. | طريق الالآم (مسرحية) |

 يغادر هير بعد ذلك إلى بلاده محملاً بذكريات رحلته التي يسترجعها وتتسم بالحيوية والحياة في مقابل الغبيوبة الحاصلة في بريطانيا.

## تسأولات
هناك العديد من الأفكار والتساؤلات التي يطرحها هير في العمل نتيجة لقائه بهذه الشخصيات ومن أهم الأفكار المطروحة في العمل:
- فكرة الإيمان، فهؤلاء بجانب كونهم يعبروا عن ذاتهم إلا أن كل منهم يعبر عن بلاده - الفلسطيني والإسرائيلي - فالأيمان كما يطرح هير في المسرحية بسرده في النهاية هو محرك العمل كله فكل شخص معتقد في فكر وطريقة يرى بها الأمور، فالمسرحية تعبر عن الأيمان سواء بالتجربة من قبل هير إلى جانب إيمان الشخصيات لأن وجودهم في هذه البلاد نابع من إيمانهم بهذا الوجود وكذلك بقاء هؤلاء الفلسطينيين ودفاعهم عن أنفسهم وأراضيهم نابع من إيمانهم وفهو إيمان يمكن أن يدفع صاحبه للهلاك.[3] لهذا فالصراع ليس صراع مادي وإنما هو صراع الروح.[4] مما أدى في النهاية لتضارب القيم والمفاهيم الناتجة عن التعصب.[3]
- إلى جانب فكرة العنصرية التي يطرحها هير بشدة من خلال الخطاب السردي فحينما يقول «إرين بانيل» عن شعور الإسرائيليين بالذنب تجاه أقرانهم الفلسطينيين بالنسبة للتوافر الماء [4] في مقابل إسرائيليين آخرين يضطهدون الآخر بل ويرفضون من هم أسرائيليين مثلهم لشعورهم بالسمو.
- فكرة الخوف والأمان التي يطرحها بقوة وهي نتيجة للوضع الاستعماري القائم في الأراضي المحتلة من قبل الإسرائيليين، حينما يسأل «سارة ويس» كيف تتعايشون مع الشعور بالخوف من الآخر- الفلسطينيين - الراغب في قتلكم. ويضع الجمهور في محاولة للربط بين هذا والعنصرية.
- يطرح هير أيضاً فكرة الأنقسمات الواضحة داخل المجتمع الإسرائيلي من خلال اليهود الأرثوذكس والعلمانيين وما نتج عن ذلك من تطرف واضح أدى للقيام أعمال عنف من بينها اغتيال إسحاق رابين.[4]
- فكرة الانتماء والتي نتسأل بعد كل هذا من هو صاحب الحق في الانتماء لهذا المكان.[5] ليصبح الجمهور في هذه اللحظة هو الحكم لكل شيء.

## الشخصيات التي ألتقى بها هير
يقدم هير المسرحية بشكل حيادي حيث لا يعد طرفا في النزاع وما هو إلا ناقل التجربة للجمهور بشكل حيادي، رغم هذا يلعب هير لعبة مسرحية ذات تقنية عالية من خلال «التوزيع والترتيب» فنسأل لماذا اختار هذه الشخصيات على الأخص وكذلك لماذا رتبها بهذا الشكل فيبدأ مع الفكر اليساري داخل إسرائيل وكذلك ينتهى به، إلى جانب الأشارات الداخلية في العمل التي توجه فكر الجمهور لنقطة واحدة، بهذه الطريقة يقدم هير عملا يتسم بالحيادية في الظاهر لكنه يحمل الكثير من النتائج الغير مباشرة من خلال التساؤلات التي يطرحها والتي يجيب عنها شخصياته ويترك بعضها للجمهور خاصة أن الجمهور الذي يوجه له العمل -الجمهور البريطاني- ليس له خلفية عميقة بالشرق الأوسط وما به من قضايا إلا من جهات بعينها. لهذا لابد من معرفة الشخصيات التي بالعمل.
«ديفيد غروسمان»
روائي إسرائيلي ذو توجهات ليبرالية، يعتقد غروسمان أن الدولة العبرية تعاني أزمة عميقة وأن الاعتماد على القوة العسكرية وحدها لا يعد ضامنا لوجودهم، قال غروسمان هذا في خطاب له لإحياء الذكرى الحادية عشر لاغتيال رئيس الوزراء الأسبق إسحاق رابين، إضافة لذلك قد قتل أبنه الجندي في الجيش الإسرائيلي في الحرب التي شنتها على لبنان.
«فيليب روث»
ولد الروائي الأميركي اليهودي فيليب ميلتون روث في عام 1933 في نيو آرك بولاية نيوجيرسي، وتلقى تعليمه في مدارس نيو آرك العامة وحصل على درجة البكالوريوس من جامعة باكنيل وعلى الماجستير من جامعة شيكاغو ولم يكمل دراسته لنيل درجة الدكتوراه وعمل بتدريس اللغة الإنجليزية وفي وقت لاحق بتدريس الكتابة الإبداعية في جامعي أيوا وبرنستون وتقاعد من مهنة التدريس في 1992 ليتفرغ نهائياً للكتابة.
كان أول كتاب أصدره روث هو «وداعاً كولومبوس»، تزوج روث في 1990 من الممثلة كلير بلوم التي تخصصت في أداء الأدوار الشكسبيرية.
يعد روث الروائي الأميركي الذي حصد أكبر قدر من الجوائز وألوان التكريم والتقدير في تاريخ الأدب الأميركي الحديث، ابتداء من جائزة آغا خان في 1958 مروراً بزمالة جوجنهايم في 1960 وجائزة فوكنر في 1992 وجائزة كارل كابيك في 1994 وجائزة بوليتزر لأعمال القص في 1997 وليس انتهاء بجائزة فرانز كافكا في 2001 وجائزة مديتشي الفرنسية في 2002 وميدالية مؤسسة الكتاب الوطنية في العام نفسه وجائزة سايدوايز في 2005. يقدم روث صورة سلبية لليهود وإسرائيل من داخل المجتمع اليهودى للسياسيين، ودعاة الأيديولوجية الصهيونية، ورجال الدين اليهود (الحاخامات)، والمحللين النفسانيين، والنقاد الأدبيين.
لقد عالج فيليب روث مسألة اندماج اليهود، وقدم رأيا لم يعجب إسرائيل في رواية عملية شايلوك التي صدرت سنة 1993، وقال فيها إنه من الأجدى لليهود الهجرة من إسرائيل إلى أوروبا، لأن واقعهم الثقافي الحقيقي كان دائماً هناك، واعتبر أن إسرائيل ستكون الموقع الجديد لإبادة اليهود في حرب نووية مع العرب، مؤكدا أن على اليهود واجباً أخلاقياً لا مفر منه، هو تعويض الفلسطينيين عما اقترفه اليهود ضدهم من طرد وتعذيب وقتل· 
«بينى بيجن»
جيولوجي وسياسي يحظى بأحترام كبير، تولى منصب وزير العلوم إلى جانب كونه أبن رئيس وزراء إسرائيل السابق مناحم بيجن، وقد وضح بينى من قبل في لقائه مع صحيفة «هآرتس» - وهي أقدم جريدة يومية تصدر داخل إسرائيل تأسست عام 1918- أنه معارض لقيام دولة فلسطين واقترح بديلا عن ذلك حكم عربي لكن تحت السيطرة الإسرائيلية.
«حيدر عبد الشافي»
طبيب ومناضل فلسطيني، بدأ عبد الشافي العمل السياسي عام 1962 حيث تم تعيينه رئيسا لأول مجلس تشريعي في غزة لثلاث سنوات، وشارك عام 1964 في تأسيس منظمة التحرير الفلسطينية. وتم نفيه إلى لبنان من قبل قوات الاحتلال 1970 بسبب نشاطه السياسي في منظمة التحرير الفلسطينية، حينما عاد، عين عام 1972 رئيسا لجمعية الهلال الأحمر الفلسطيني في غزة حتى عام 2005.
وقاد عبد الشافي أول وفد فلسطيني مشارك في مفاوضات سلام مع إسرائيل في مدريد عام 1991، وقاد مفاوضات سلام في واشنطن على مدار 22 شهرا متتالية، واستقال من قيادة الوفد عام 1993 عندما علم بوجود مفاوضات سرية بين منظمة التحرير الفلسطينية وإسرائيل في أوسلو.
«ألبرت أجهازين»
أستاذ تاريخ ومحاضر في جامعة بيرزيت إلى جانب كونه مؤرخ، يرى أن محاولات التهويد التي يحاول اليهود عملها بالقدس هي درب من دروب العبث ورغم أنها قابلة للهضم إلا أنها لا يمكن أن تمحو تراث القدس الثقافى والديني، وكذلك يرى أنهم إيضا ضحايا لما يفعلون وأن الخوف يسيطر عليهم وهو وقود حياتهم ولا يمكن بناء دولة قائمة على الخوف. يرفض فكرة الهوية المتجانسة، ويقول أنه لا شك لديه في بقاء فلسطين والفلسطينيون.
«جورج إبراهيم»
مخرج مسرحي فلسطيني، وهو مدير مسرح القصبة الفلسطيني، يرى أن المسرح الفلسطيني ليس مسرح مقاومة قائم على الشعارات وإنما يطرح قضايا هامة وهذا أخطر من الشعار القومي النضالي، أن المسرح إن استعمل فيه الشعار السياسي أو الاجتماعي دون عمق فني ناضج يفقد معناه.
«شوليمات ألونى»
محامية، صحفية وناشطة سياسية يسارية، كانت عضوة في الكنيست الإسرائيلي من فترة 1965-1969 وإيضا من 1974-1996 ، تعترض شوليمات على الأسلوب الذي تتبعه إسرائيل فتصرح وتقول "أن إسقاط قنابل عنقودية في منطقة مأهولة بالمدنيين، كما فعلنا في حرب لبنان الثانية، لا يعد فعل صحيح أو ينم عن البر، بالمثل ما فعلناه في من استخدام القنابل الفوسفورية ضد مجموعة من السكان المدنيين.
كذلك ترى أن التطرف الديني يسيطر على إسرائيل ولابد من المساواة بين أفرادها كما نص أعلان أنشاء الدولة.

## الهدف من المسرحية
يهدف هير بمسرحيته إلى إضافة لمعلومات الغرب المحدودة عن المنطقة وما يحدث بها من خلال الجانبين «الفلسطيني والإسرائيلي» وكان هدفه التركيز على الفعل ورد الفعل من الطرفين حتى تتضح الصورة أكثر بشكل حيادي. وذلك من خلال طرح الرأي والرأي الآخر من الجانبين.

## الشكل المسرحي
يقدم ديفيد هير مسرحيته في شكل مسرحي يغلب عليه السرد أكثر من التمثيل للحدث موجه به الحديث للجمهور وهو المونودراما خاصة أنه هو من يقود بالتمثيل. يضيف هير أنه إلى جانب كونه لأول مرة يمثل كذلك هو يتعامل مع قضية جدلية. كذلك سمة التوثيق في المسرحية غالبة فهو يسرد أحداث حقيقية حدثت معه وجاء ليتنقلها مع الجمهور. ويعتقد هير أنها الشكل المسرحي الوحيد القادر على توصيل ما يريد. فهو يواجه جمهوره بذاته دون تقمص شخصيه ما.

## وصف الشكل المسرحي
في البداية يدخل هير على لوح خشبى رقيق إلى جانبه منضدة خشبية مفتوحة على هذه المنضدة مصباح وبعض الأوراق وكوب من الماء، أيضًا هُناك كرسي خشبي.ويدخل على جسر خشب رقيق الذي يسلط الضوء على
هشاشة موقف هير «العمل للمرة الأولى»، فإنه أيضا يرمز إلى عدم استقرار الوضع السياسي كله بين إسرائيل وفلسطين. هناك نموذج لسماء للمسجد الأقصى والقدس. ذلك حينما يسير هير كما فعل المسيح من قبل في طريق الالآم حاملا صليبه. مُسلطً عليه بؤرة ضوئية تحيطه هو وما حوله، أما عن المؤثرات الصوتية فهناك أصوات لقطاع غزة وفلسطين.

## عقبات واجهت العرض
تم تأليف المسرحية في عام 1998 م بعد عودة هير من رحلته لإسرائيل والأراضي المقدسة التي تمت في عام 1997 م وتم العرض في عام 1998 م على المسرح الفيكتوري بإنجلترا الذي كان من السهل التعامل معه سواء في الحركة أو ما يضفيه من شاعرية على العمل. لكنه لم يستمر على هذا المسرح بل تم نقله إلى الولايات المتحدة الأمريكية ليعرض على مسرح «بوث» في نيويورك وتم تسجيلها على خشبة هذا المسرح في عام 1999 م.

## ما قيل عن المسرحية
يقول هير عن مسرحيته أنه بعد مرور خمسين عام على قيام دولة إسرائيل في عام 1948م أحاول العثور على أجوبة، فذهابه ليس فقط لأجل زيارة هذه الأراضي المقدسة وإنما لسماعه الكثير عنها لهذا ذهب لكي يرى بنفسه ما كان يسمع عنه من خلال لقائه مع العديد من الشخصيات العامة سياسيين ومؤرخين وفنانين إلى جانب المستوطنين من الجانبين «الفلسطيني والإسرائيلي». في مقابل المعرفة الضئيلة عن المنطقة وما يهم هي هو عرض هذه التجربة على أفراد بلاده ليتناقلوا الخبرة والنظرة للقضية في صورة موضوعية محايدة.

## المكان ودلالته
يكشف هير القيم والمعتقدات القائمة ليس فقط على المستوى الظاهري وإنما على مستوى الإيدولوجيات العميقة في المنطقة للجانبين، لأن هذه الأراضي بما تحويه من قداسة للطرفيين هي أيضاً تعبر عن الإيمان، فهذا المكان يعد الإيمان فيه كل شيء ودونه لا نملك شيئاً. لأن أهميته تعود للإيمان والتمسك به وهذا الإيمان نسبي ومتفاوت ويمكن أن يصل لدرجة التعصب كما في حالة اليهود الأرثوذكس الذين يطلقون على أنفسهم «الشعب المقدس» الذي له سمات وخصال خاصة تميزه عن غيره من الشعوب، بل ويأخذ الأمر شكلاً أكثر تطرفاً فقد أتى في أحد كتب المدراش - وهي أجزاء متواجدة في التلمود وهي تعني مدرس بالعربية وهي طريقة تهدف للتعمق في فهم الأيات للإلمام بجميع جوانب النص والتخلي عن المعنى الحرفي - أن الشعب اليهودي والتوراة كلاهما كانا في عقل الإله قبل الخلق، كما هو القرآن في الإسلام والمسيح بالمسيحية.

وأن كل من «يسرائيل الشعب» و«يسرائيل التوراة» متعادلان ومكملان لبعضهما، فالعالم لا يتوازن إلا بتواجد الأثنان معاً، إلى جانب أن العالم دون هذا الشعب لا قيمة له، فهو الركيزة الرئيسية للكون، ويجب أن يتسم بسمات الأله حتى تصبح حياته مقدسة وأنطلاقاً من هذا تصبح القومية اليهودية نفسها قومية مقدسة. وأستناداً لهذا كتب الحاخام «غينسبرغ» في جريدة "The Jewish Week" التي تصدر في نيويورك بالولايات المتحدة الأمريكية كتب أن:
| طريق الالآم (مسرحية) | إذا كان هناك يهودي يحتاج إلى كبد فهل يمكنك أن تأخذ كبد شخص غير يهودي بريء يمر بالصدفة من أجل إنقاذه؟ إن التوراة تجيز ذلك فالحياة اليهودية لا تقدر بثمن إن هناك شيئاً أكثر قداسة وتفرداً بشأن الحياة اليهودية أكثر من الحياة غير اليهودية". | طريق الالآم (مسرحية) |